# Carlos Zambrano (calciatore)
Carlos Augusto Zambrano Ochandarte (Callao, 10 luglio 1989) è un calciatore peruviano, difensore dell'Alianza Lima e della nazionale peruviana.

## Carriera

### Club

#### Inizi
Zambrano ha iniziato a giocare nelle squadre giovanili dello Sport Boys ed Academia Deportiva Cantolao prima di trasferirsi nel 2006 in Germania allo Schalke 04.Inizialmente gioca nella seconda squadra dello Schalke 04 per poi passare alla prima con cui totalizza 16 presenze. Nel 2010 viene ceduto in prestito al St. Pauli, dove milita fino al 2012 collezionando 30 presenze e facendo anche il suo primo gol in Germania.

#### Eintracht
Nel 2012 viene ceduto a titolo definitivo all'Eintracht Francoforte per 1.2 milioni di euro, dove totalizza 100 presenze.
Ha giocato 90 minuti al suo debutto ufficiale, nella prima giornata della Bundesliga 2012-13, quando l'Eintracht ha vinto 2-1 in casa contro il Bayer Leverkusen. Il 19 maggio 2013 l'Eintracht Francoforte non è riuscito a qualificarsi per la Champions League, ma sì all'Europa League. La squadra del 'Kaiser', che ha giocato fino al 59', ha pareggiato 2-2 con il VfL Wolfsburg per il 34º turno di Bundesliga, l'ultimo della stagione. Francoforte ha avuto una delle sue migliori campagne. Nelle prime date è riuscito a vincere la locandina della squadra rivelazione del torneo. Hanno lottato fino alla fine per raggiungere un torneo internazionale, nonostante il calo negli ultimi giorni.

#### Rubin Kazan'
Il 5 luglio 2016 viene comprato dal Rubin Kazan', lasciando la Bundesliga dopo 137 presenze e 1 gol.

#### Boca Juniors
Il 31 gennaio 2020 firma un nuovo contratto con il club argentino del Boca Juniors. Debutta ufficialmente in occasione del match di Copa Libertadores 2020 contro il Caracas. Segna il primo goal con la maglia del Boca Juniors,con un colpo di testa, in occasione del match disputato il 28 marzo 2021 contro l'Independiente..
Il 15 agosto 2022, in seguito al pareggio per 0-0 contro il Racing Club viene sospeso per due giornate dal club per un litigio nell’intervallo della medesima partita tenuto con Darío Benedetto. Zambrano ha rescisso il contratto con il Boca Juniors nel dicembre 2022, dopo aver litigato con l'allenatore Hugo Ibarra, che in precedenza lo aveva separato dalla squadra maggiore per atti di indisciplina.

#### Alianza Lima
Dopo aver risolto il suo contratto con il Boca Juniors, Zambrano è entrato a far parte del Club Alianza Lima l'8 gennaio 2023. Prima della sua nomina all'Alianza Lima, ha dichiarato in un'intervista che gli era stato precedentemente offerto da club in Uruguay, Brasile e Stati Uniti, ma li ha rifiutati perché voleva che l'Alianza Lima vincesse il terzo titolo di campionato consecutivo alla Liga 1 e la partecipazione del club alla Coppa Libertadores 2023.

### Nazionale
Esordisce in nazionale maggiore il 26 marzo 2008 nella partita vinta 3-1 contro la Costa Rica contribuendo alla vittoria con un gol al debutto.
Mesi dopo, a settembre, esordisce nelle qualificazioni contro il Venezuela, partita terminata 1-0 in favore dei peruviani, da allora titolare indiscusso della nazionale.
Dopo aver subito un lungo infortunio che lo ha lasciato lontano dai campi per diversi mesi, è tornato in campo nell'ultima partita di preparazione per la Copa América 2011 contro il Senegal. Entrò nei tempi supplementari per Alberto Rodríguez ma non riuscì a finire la partita e fu sostituito da Christian Ramos. Dopo le visite mediche, si è visto che il suo infortunio era grave e ha saltato la Copa América.
Il 25 maggio 2015 è stato convocato per giocare la Copa América 2015 disputata in Cile. Il Perù ha concluso al 2 ° posto nel Gruppo C, che ha condiviso con le squadre di Brasile, Colombia e Venezuela. Nei quarti di finale ha affrontato la squadra boliviana, battendola 3-1, qualificandosi così alle semifinali. In semifinale, il Perù è stato eliminato dal Cile ospite, perdendo 2-1.
Dopo tre anni, a giugno 2019 è stato convocato nuovamente da Ricardo Gareca per la Copa América 2019, dopo essere stato fuori dalla nazionale per mancanza di impegno. La sua ultima partita era stata contro il Venezuela a Lima per le qualificazioni. Si è consolidato nuovamente come difensore titolare ed è stato fondamentale nel sub-campionato ottenuto dalla squadra peruviana.

## Statistiche

### Presenze e reti nei club
Statistiche aggiornate al 5 luglio 2016.
| Stagione                     | Squadra                      | Campionato                   | Campionato | Campionato | Coppe nazionali | Coppe nazionali | Coppe nazionali | Coppe continentali | Coppe continentali | Coppe continentali | Altre coppe | Altre coppe | Altre coppe | Totale | Totale |
| Stagione                     | Squadra                      | Comp                         | Pres       | Reti       | Comp            | Pres            | Reti            | Comp               | Pres               | Reti               | Comp        | Pres        | Reti        | Pres   | Reti   |
| ---------------------------- | ---------------------------- | ---------------------------- | ---------- | ---------- | --------------- | --------------- | --------------- | ------------------ | ------------------ | ------------------ | ----------- | ----------- | ----------- | ------ | ------ |
| 2007-2008                    | Schalke 04                   | BL                           | -          | -          | -               | -               | -               | -                  | -                  | -                  | -           | -           | -           | -      | -      |
| 2008-2009                    | Schalke 04                   | BL                           | -          | -          | -               | -               | -               | -                  | -                  | -                  | -           | -           | -           | -      | -      |
| 2009-2010                    | Schalke 04                   | BL                           | 16         | 0          | CG              | 4               | 1               | -                  | -                  | -                  | -           | -           | -           | 20     | 1      |
| Totale Schalke 04            | Totale Schalke 04            | Totale Schalke 04            | 16         | 0          |                 | 4               | 1               |                    |                    |                    |             |             |             | 20     | 1      |
| 2010-2011                    | St. Pauli                    | BL                           | 20         | 1          | CG              | 1               | 0               | -                  | -                  | -                  | -           | -           | -           | 21     | 1      |
| 2011-2012                    | St. Pauli                    | 2L                           | 10         | 0          | -               | -               | -               | -                  | -                  | -                  | -           | -           | -           | 10     | 0      |
| ago. 2012                    | St. Pauli                    | 2L                           | -          | -          | -               | -               | -               | -                  | -                  | -                  | -           | -           | -           | -      | -      |
| Totale St. Pauli             | Totale St. Pauli             | Totale St. Pauli             | 30         | 1          |                 | 1               | 0               |                    |                    |                    |             |             |             | 31     | 1      |
| ago. 2012-mag. 2013          | Eintracht Francoforte        | BL                           | 30         | 0          | -               | -               | -               | -                  | -                  | -                  | -           | -           | -           | 30     | 0      |
| 2013-2014                    | Eintracht Francoforte        | BL                           | 30         | 0          | CG              | 4               | 0               | UEL                | 9                  | 0                  | -           | -           | -           | 43     | 0      |
| 2014-2015                    | Eintracht Francoforte        | BL                           | 17         | 0          | -               | -               | -               | -                  | -                  | -                  | -           | -           | -           | 17     | 0      |
| 2015-2016                    | Eintracht Francoforte        | BL                           | 23         | 0          | CG              | 2               | 0               | -                  | -                  | -                  | -           | -           | -           | 23     | 0      |
| Totale Eintracht Francoforte | Totale Eintracht Francoforte | Totale Eintracht Francoforte | 100        | 0          |                 | 6               | 0               |                    | 9                  | 0                  |             |             |             | 113    | 0      |
| Totale carriera              | Totale carriera              | Totale carriera              | 146        | 1          |                 | 11              | 1               |                    | 9                  | 0                  |             |             |             | 164    | 2      |

### Cronologia presenze e reti in nazionale
| Cronologia completa delle presenze e delle reti in nazionale ― Perù | Cronologia completa delle presenze e delle reti in nazionale ― Perù | Cronologia completa delle presenze e delle reti in nazionale ― Perù | Cronologia completa delle presenze e delle reti in nazionale ― Perù | Cronologia completa delle presenze e delle reti in nazionale ― Perù | Cronologia completa delle presenze e delle reti in nazionale ― Perù | Cronologia completa delle presenze e delle reti in nazionale ― Perù | Cronologia completa delle presenze e delle reti in nazionale ― Perù |
| Data                                                                | Città                                                               | In casa                                                             | Risultato                                                           | Ospiti                                                              | Competizione                                                        | Reti                                                                | Note                                                                |
| ------------------------------------------------------------------- | ------------------------------------------------------------------- | ------------------------------------------------------------------- | ------------------------------------------------------------------- | ------------------------------------------------------------------- | ------------------------------------------------------------------- | ------------------------------------------------------------------- | ------------------------------------------------------------------- |
| 26-3-2008                                                           | Iquitos                                                             | Perù                                                                | 3 – 1                                                               | Costa Rica                                                          | Amichevole                                                          | 1                                                                   |                                                                     |
| 7-9-2008                                                            | Lima                                                                | Perù                                                                | 1 – 0                                                               | Venezuela                                                           | Qual. Mondiali 2010                                                 | -                                                                   |                                                                     |
| 11-9-2008                                                           | Lima                                                                | Perù                                                                | 1 – 1                                                               | Argentina                                                           | Qual. Mondiali 2010                                                 | -                                                                   | 25’                                                                 |
| 11-10-2008                                                          | La Paz                                                              | Bolivia                                                             | 3 – 0                                                               | Perù                                                                | Qual. Mondiali 2010                                                 | -                                                                   | 58’                                                                 |
| 30-3-2009                                                           | Lima                                                                | Perù                                                                | 1 – 3                                                               | Cile                                                                | Qual. Mondiali 2010                                                 | -                                                                   | 27’                                                                 |
| 2-4-2009                                                            | Porto Alegre                                                        | Brasile                                                             | 3 – 0                                                               | Perù                                                                | Qual. Mondiali 2010                                                 | -                                                                   |                                                                     |
| 7-6-2009                                                            | Lima                                                                | Perù                                                                | 1 – 2                                                               | Ecuador                                                             | Qual. Mondiali 2010                                                 | -                                                                   |                                                                     |
| 11-6-2009                                                           | Medellín                                                            | Colombia                                                            | 1 – 0                                                               | Perù                                                                | Qual. Mondiali 2010                                                 | -                                                                   |                                                                     |
| 5-9-2009                                                            | Lima                                                                | Perù                                                                | 1 – 0                                                               | Uruguay                                                             | Qual. Mondiali 2010                                                 | -                                                                   | 3’                                                                  |
| 11-10-2009                                                          | Buenos Aires                                                        | Argentina                                                           | 2 – 1                                                               | Perù                                                                | Qual. Mondiali 2010                                                 | -                                                                   | 54’                                                                 |
| 14-10-2009                                                          | Lima                                                                | Perù                                                                | 1 – 0                                                               | Bolivia                                                             | Qual. Mondiali 2010                                                 | -                                                                   | 52’                                                                 |
| 4-9-2010                                                            | Toronto                                                             | Canada                                                              | 0 – 2                                                               | Perù                                                                | Amichevole                                                          | -                                                                   |                                                                     |
| 8-9-2010                                                            | Fort Lauderdale                                                     | Giamaica                                                            | 1 – 2                                                               | Perù                                                                | Amichevole                                                          | -                                                                   | 46’                                                                 |
| 8-10-2010                                                           | Lima                                                                | Perù                                                                | 2 – 0                                                               | Costa Rica                                                          | Amichevole                                                          | -                                                                   | 68’                                                                 |
| 13-10-2010                                                          | Panama                                                              | Panama                                                              | 1 – 0                                                               | Perù                                                                | Amichevole                                                          | -                                                                   | 23’                                                                 |
| 29-6-2011                                                           | Lima                                                                | Perù                                                                | 1 – 0                                                               | Senegal                                                             | Amichevole                                                          | -                                                                   | 62’                                                                 |
| 29-2-2012                                                           | Tunisi                                                              | Tunisia                                                             | 1 – 1                                                               | Perù                                                                | Amichevole                                                          | -                                                                   |                                                                     |
| 16-8-2012                                                           | San José                                                            | Costa Rica                                                          | 0 – 1                                                               | Perù                                                                | Amichevole                                                          | -                                                                   | 46’                                                                 |
| 8-9-2012                                                            | Lima                                                                | Perù                                                                | 2 – 1                                                               | Venezuela                                                           | Qual. Mondiali 2014                                                 | -                                                                   |                                                                     |
| 12-9-2012                                                           | Lima                                                                | Perù                                                                | 1 – 1                                                               | Argentina                                                           | Qual. Mondiali 2014                                                 | 1                                                                   |                                                                     |
| 16-10-2012                                                          | Asunción                                                            | Paraguay                                                            | 1 – 0                                                               | Perù                                                                | Qual. Mondiali 2014                                                 | -                                                                   |                                                                     |
| 7-2-2013                                                            | Couva                                                               | Trinidad e Tobago                                                   | 0 – 2                                                               | Perù                                                                | Amichevole                                                          | -                                                                   |                                                                     |
| 1-6-2013                                                            | Panama                                                              | Panama                                                              | 1 – 2                                                               | Perù                                                                | Amichevole                                                          | -                                                                   | 46’                                                                 |
| 8-6-2013                                                            | Lima                                                                | Perù                                                                | 1 – 0                                                               | Ecuador                                                             | Qual. Mondiali 2014                                                 | -                                                                   | 18’                                                                 |
| 11-6-2013                                                           | Barranquilla                                                        | Colombia                                                            | 2 – 0                                                               | Perù                                                                | Qual. Mondiali 2014                                                 | -                                                                   | 59’                                                                 |
| 11-9-2013                                                           | Puerto La Cruz                                                      | Venezuela                                                           | 3 – 2                                                               | Perù                                                                | Qual. Mondiali 2014                                                 | 1                                                                   | 70’                                                                 |
| 16-10-2013                                                          | Lima                                                                | Perù                                                                | 1 – 1                                                               | Bolivia                                                             | Qual. Mondiali 2014                                                 | -                                                                   |                                                                     |
| 4-9-2014                                                            | Dubai                                                               | Iraq                                                                | 0 – 2                                                               | Perù                                                                | Amichevole                                                          | 1                                                                   |                                                                     |
| 11-10-2014                                                          | Valparaíso                                                          | Cile                                                                | 3 – 0                                                               | Perù                                                                | Amichevole                                                          | -                                                                   | 74’                                                                 |
| 1-4-2015                                                            | Fort Lauderdale                                                     | Perù                                                                | 0 – 1                                                               | Venezuela                                                           | Amichevole                                                          | -                                                                   |                                                                     |
| 3-6-2015                                                            | Lima                                                                | Perù                                                                | 1 – 1                                                               | Messico                                                             | Amichevole                                                          | -                                                                   | 83’                                                                 |
| 14-6-2015                                                           | Temuco                                                              | Brasile                                                             | 2 – 1                                                               | Perù                                                                | Coppa America 2015 - 1º turno                                       | -                                                                   |                                                                     |
| 19-6-2015                                                           | Valparaíso                                                          | Perù                                                                | 1 – 0                                                               | Venezuela                                                           | Coppa America 2015 - 1º turno                                       | -                                                                   |                                                                     |
| 21-6-2015                                                           | Temuco                                                              | Colombia                                                            | 0 – 0                                                               | Perù                                                                | Coppa America 2015 - 1º turno                                       | -                                                                   |                                                                     |
| 26-6-2015                                                           | Temuco                                                              | Bolivia                                                             | 1 – 3                                                               | Perù                                                                | Coppa America 2015 - Quarti di finale                               | -                                                                   |                                                                     |
| 30-6-2015                                                           | Santiago del Cile                                                   | Cile                                                                | 2 – 1                                                               | Perù                                                                | Coppa America 2015 - Semifinale                                     | -                                                                   | 7’, 20’                                                             |
| 5-9-2015                                                            | Washington                                                          | Stati Uniti                                                         | 2 – 1                                                               | Perù                                                                | Amichevole                                                          | -                                                                   |                                                                     |
| 9-9-2015                                                            | Harrison                                                            | Colombia                                                            | 1 – 1                                                               | Perù                                                                | Amichevole                                                          | -                                                                   | 74’                                                                 |
| 8-10-2015                                                           | Barranquilla                                                        | Colombia                                                            | 2 – 0                                                               | Perù                                                                | Qual. Mondiali 2018                                                 | -                                                                   | 78’                                                                 |
| 14-10-2015                                                          | Lima                                                                | Perù                                                                | 3 – 4                                                               | Cile                                                                | Qual. Mondiali 2018                                                 | -                                                                   | 13’                                                                 |
| 14-11-2015                                                          | Lima                                                                | Perù                                                                | 1 – 0                                                               | Paraguay                                                            | Qual. Mondiali 2018                                                 | -                                                                   |                                                                     |
| 18-11-2015                                                          | Salvador                                                            | Brasile                                                             | 3 – 0                                                               | Perù                                                                | Qual. Mondiali 2018                                                 | -                                                                   |                                                                     |
| 25-3-2016                                                           | Lima                                                                | Perù                                                                | 2 – 2                                                               | Venezuela                                                           | Qual. Mondiali 2018                                                 | -                                                                   | 46’                                                                 |
| 15-6-2019                                                           | Porto Alegre                                                        | Venezuela                                                           | 0 – 0                                                               | Perù                                                                | Coppa America 2019 - 1º turno                                       | -                                                                   |                                                                     |
| 18-6-2019                                                           | Rio de Janeiro                                                      | Bolivia                                                             | 1 – 3                                                               | Perù                                                                | Coppa America 2019 - 1º turno                                       | -                                                                   | 2’ 85’                                                              |
| 29-6-2019                                                           | Salvador de Bahia                                                   | Uruguay                                                             | 0 – 0 (4 – 5 dtr)                                                   | Perù                                                                | Coppa America 2019 - Quarti di finale                               | -                                                                   | 50’                                                                 |
| 3-7-2019                                                            | Porto Alegre                                                        | Cile                                                                | 0 – 3                                                               | Perù                                                                | Coppa America 2019 - Semifinale                                     | -                                                                   |                                                                     |
| 7-7-2019                                                            | Rio de Janeiro                                                      | Brasile                                                             | 3 – 1                                                               | Perù                                                                | Coppa America 2019 - Finale                                         | -                                                                   | 68’                                                                 |
| 6-9-2019                                                            | Harrison                                                            | Perù                                                                | 0 – 1                                                               | Ecuador                                                             | Amichevole                                                          | -                                                                   | 46’                                                                 |
| 10-9-2019                                                           | Los Angeles                                                         | Brasile                                                             | 0 – 1                                                               | Perù                                                                | Amichevole                                                          | -                                                                   | 69’                                                                 |
| 12-10-2019                                                          | Montevideo                                                          | Uruguay                                                             | 1 – 0                                                               | Perù                                                                | Amichevole                                                          | -                                                                   | 11’ 69’                                                             |
| 15-10-2019                                                          | Lima                                                                | Perù                                                                | 1 – 1                                                               | Uruguay                                                             | Amichevole                                                          | -                                                                   | 23’                                                                 |
| 16-11-2019                                                          | Miami Gardens                                                       | Colombia                                                            | 1 – 0                                                               | Perù                                                                | Amichevole                                                          | -                                                                   |                                                                     |
| 8-10-2020                                                           | Asunción                                                            | Paraguay                                                            | 2 – 2                                                               | Perù                                                                | Qual. Mondiali 2022                                                 | -                                                                   |                                                                     |
| 13-10-2020                                                          | Lima                                                                | Perù                                                                | 2 – 4                                                               | Brasile                                                             | Qual. Mondiali 2022                                                 | -                                                                   | 89’                                                                 |
| 14-10-2021                                                          | Buenos Aires                                                        | Argentina                                                           | 1 – 0                                                               | Perù                                                                | Qual. Mondiali 2022                                                 | -                                                                   |                                                                     |
| 28-1-2022                                                           | Barranquilla                                                        | Colombia                                                            | 0 – 1                                                               | Perù                                                                | Qual. Mondiali 2022                                                 | -                                                                   | 65’                                                                 |
| 1-2-2022                                                            | Lima                                                                | Perù                                                                | 1 – 1                                                               | Ecuador                                                             | Qual. Mondiali 2022                                                 | -                                                                   |                                                                     |
| 24-3-2022                                                           | Montevideo                                                          | Uruguay                                                             | 1 – 0                                                               | Perù                                                                | Qual. Mondiali 2022                                                 | -                                                                   |                                                                     |
| 29-3-2022                                                           | Lima                                                                | Perù                                                                | 2 – 0                                                               | Paraguay                                                            | Qual. Mondiali 2022                                                 | -                                                                   |                                                                     |
| 5-6-2022                                                            | Cornellà de Llobregat                                               | Perù                                                                | 1 – 0                                                               | Nuova Zelanda                                                       | Amichevole                                                          | -                                                                   | 84’                                                                 |
| 13-6-2022                                                           | Ar Rayyan                                                           | Australia                                                           | 0 – 0 dts (5 – 4 dtr)                                               | Perù                                                                | Qual. Mondiali 2022                                                 | -                                                                   |                                                                     |
| 25-9-2022                                                           | Pasadena                                                            | Messico                                                             | 1 – 0                                                               | Perù                                                                | Amichevole                                                          | -                                                                   | 46’ 62’                                                             |
| 28-9-2022                                                           | Washington                                                          | El Salvador                                                         | 1 – 4                                                               | Perù                                                                | Amichevole                                                          | -                                                                   |                                                                     |
| 25-3-2023                                                           | Magonza                                                             | Germania                                                            | 2 – 0                                                               | Perù                                                                | Amichevole                                                          | -                                                                   | 88’                                                                 |
| 28-3-2023                                                           | Madrid                                                              | Marocco                                                             | 0 – 0                                                               | Perù                                                                | Amichevole                                                          | -                                                                   | 79’                                                                 |
| 20-6-2023                                                           | Suita                                                               | Giappone                                                            | 4 – 1                                                               | Perù                                                                | Amichevole                                                          | -                                                                   |                                                                     |
| 12-10-2023                                                          | Santiago del Cile                                                   | Cile                                                                | 2 – 0                                                               | Perù                                                                | Qual. Mondiali 2026                                                 | -                                                                   | 68’                                                                 |
| 16-11-2023                                                          | La Paz                                                              | Bolivia                                                             | 2 – 0                                                               | Perù                                                                | Qual. Mondiali 2026                                                 | -                                                                   |                                                                     |
| 7-6-2024                                                            | Lima                                                                | Perù                                                                | 0 – 0                                                               | Paraguay                                                            | Amichevole                                                          | -                                                                   | 74’                                                                 |
| 14-6-2024                                                           | Filadelfia                                                          | El Salvador                                                         | 0 – 1                                                               | Perù                                                                | Amichevole                                                          | -                                                                   | 82’                                                                 |
| 21-6-2024                                                           | Arlington                                                           | Perù                                                                | 0 – 0                                                               | Cile                                                                | Coppa America 2024 - 1º turno                                       | -                                                                   | 18’                                                                 |
| 25-6-2024                                                           | Kansas City                                                         | Perù                                                                | 0 – 1                                                               | Canada                                                              | Coppa America 2024 - 1º turno                                       | -                                                                   | Cap. 79’                                                            |
| 29-6-2024                                                           | Miami Gardens                                                       | Argentina                                                           | 2 – 0                                                               | Perù                                                                | Coppa America 2024 - 1º turno                                       | -                                                                   | 88’                                                                 |
| 6-9-2024                                                            | Lima                                                                | Perù                                                                | 1 – 1                                                               | Colombia                                                            | Qual. Mondiali 2026                                                 | -                                                                   |                                                                     |
| 10-9-2024                                                           | Quito                                                               | Ecuador                                                             | 1 – 0                                                               | Perù                                                                | Qual. Mondiali 2026                                                 | -                                                                   | 46’                                                                 |
| 11-10-2024                                                          | Lima                                                                | Perù                                                                | 1 – 0                                                               | Uruguay                                                             | Qual. Mondiali 2026                                                 | -                                                                   | Cap.                                                                |
| 15-10-2024                                                          | Brasília                                                            | Brasile                                                             | 4 – 0                                                               | Perù                                                                | Qual. Mondiali 2026                                                 | -                                                                   | 55’                                                                 |
| 19-11-2024                                                          | Buenos Aires                                                        | Argentina                                                           | 1 – 0                                                               | Perù                                                                | Qual. Mondiali 2026                                                 | -                                                                   | 88’                                                                 |
| 25-3-2025                                                           | Maturín                                                             | Venezuela                                                           | 1 – 0                                                               | Perù                                                                | Qual. Mondiali 2026                                                 | -                                                                   | 13’                                                                 |
| 6-6-2025                                                            | Barranquilla                                                        | Colombia                                                            | 0 – 0                                                               | Perù                                                                | Qual. Mondiali 2026                                                 | -                                                                   | 87’                                                                 |
| 10-6-2025                                                           | Lima                                                                | Perù                                                                | 0 – 0                                                               | Ecuador                                                             | Qual. Mondiali 2026                                                 | -                                                                   |                                                                     |
| Totale                                                              |                                                                     | Presenze                                                            | 82                                                                  |                                                                     | Reti                                                                | 4                                                                   |                                                                     |

## Palmarès

### Club

#### Competizioni nazionali
- Coppa Svizzera: 1

Basilea: 2018-2019
- Campionato argentino: 2

Boca Juniors: 2019-2020, 2022
- Copa de la Liga Profesional: 2

Boca Juniors: 2020, 2022
- Copa Argentina: 1

Boca Juniors: 2019-2020